# Sylvanus Dung Dung
Sylvanus Dung Dung, född den 27 januari 1949, är en indisk landhockeyspelare.
Han tog OS-guld i herrarnas landhockeyturnering i samband med de olympiska landhockeytävlingarna 1980 i Moskva.